# Nikolaos Georgandas

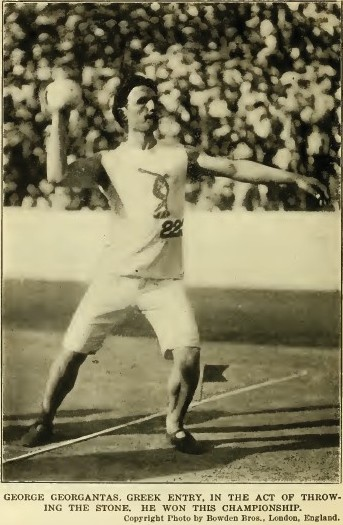
Georgandas 1906

Nikolaos Georgandas (griechisch Νικόλαος Γεωργαντάς, auch Nikolaos Georgantas; * 12. März 1880; † 23. Januar 1958) war ein griechischer Leichtathlet, der bei Olympischen Spielen im Steinstoßen und im Diskuswurf erfolgreich war.

## Werdegang
Bei den Olympischen Spielen 1904 in St. Louis traten nur relativ wenige Athleten aus Europa an. Nikolaos Georgandas wurde im Kugelstoßen wegen falscher Wurftechnik disqualifiziert, konnte aber im Diskuswurf mit 37,68 m den dritten Platz hinter Martin Sheridan und Ralph Rose belegen. Die beiden Amerikaner warfen beide 39,28 m, im Stechen setzte sich Martin Sheridan durch.
Bei den Olympischen Zwischenspielen 1906 in Athen trat Georgandas im Diskuswurf sowohl im freien Stil als auch im griechischen Stil an. Im freien Stil gewann Martin Sheridan mit 41,46 m vor Georgandas, der auf 38,06 m kam. Dritter wurde der Finne Verner Järvinen mit 36,82 m.
Im Diskuswurf im griechischen Stil wurde der Diskus von einem Abwurfhügel aus dem Stand mit Anschwung geworfen, um die Technik nachzuahmen, die in der berühmten Statue Diskobolos des antiken Bildhauers Myron überliefert ist. Diesen Wettbewerb im griechischen Stil gewann Verner Järvinen mit 35,17 m vor Georgandas mit 32,80 m. 
Im Steinstoßen musste ein Stein im Gewicht von 6,4 kg durch Stoßen oder Werfen mit Anlauf möglichst weit befördert werden. Georgandas erreichte 19,925 m und gewann vor Martin Sheridan, der auf 19,035 m kam.
Von den Olympischen Spielen 1908 in London wurden nur die vorderen Platzierungen überliefert. Georgandas nahm an vier Wurfwettbewerben teil, aber bekannt ist nur seine Leistung im Diskuswurf im griechischen Stil. Hier wurde Georgandas noch einmal Sechster mit 33,20 m. Im Kugelstoßen, im "normalen" Diskuswurf und im Speerwurf sind seine Ergebnisse nicht bekannt.